# Annsjön, Hälsingland
Annsjön är en sjö i Nordanstigs kommun i Hälsingland och ingår i Gnarpsåns huvudavrinningsområde. Sjön är 16 meter djup, har en yta på 1,19 kvadratkilometer och är belägen 176 meter över havet. Sjön avvattnas av vattendraget Gnarpsån (Annån).

## Delavrinningsområde
Annsjön ingår i det delavrinningsområde (688842-156358) som SMHI kallar för Utloppet av Annsjön. Medelhöjden är 222 meter över havet och ytan är 10,44 kvadratkilometer. Räknas de 3 avrinningsområdena uppströms in blir den ackumulerade arean 32,62 kvadratkilometer. Avrinningsområdets utflöde Gnarpsån (Annån) mynnar i havet. Avrinningsområdet består mestadels av skog (72 procent). Avrinningsområdet har 1,24 kvadratkilometer vattenytor vilket ger det en sjöprocent på 11,8 procent.